# Cratyna semicurvata
Cratyna semicurvata är en tvåvingeart som först beskrevs av Werner Mohrig 1987.  Cratyna semicurvata ingår i släktet Cratyna och familjen sorgmyggor.
Artens utbredningsområde är Nepal. Inga underarter finns listade i Catalogue of Life.